# Bursera medranoana
Bursera medranoana är en tvåhjärtbladig växtart som beskrevs av J. Rzedowski & E. Ortiz. Bursera medranoana ingår i släktet Bursera och familjen Burseraceae. Inga underarter finns listade i Catalogue of Life.